# Sean May
Sean Gregory May (Chicago, 4 aprile 1984) è un ex cestista, allenatore di pallacanestro e dirigente sportivo statunitense.
Anche il padre, Scott May, giocò in NBA e in Italia.

## Carriera

### High school
May è cresciuto a Bloomington, Indiana. Ha fatto parte per tre volte della selezione di tutto lo Stato nella Bloomington North High School, ed è stato compagno di squadra di Jared Jeffries, attualmente giocatore della NBA. May è stato nominato per il McDonald's All-American Game del 2002. Ha giocato nella partita della McDonald del 2002 insieme a Raymond Felton e Rashad McCants, che più tardi avrebbero vinto con May un titolo NCAA.

### College
Scelse di frequentare la University of North Carolina a Chapel Hill e questa fu una grandissima sorpresa per la maggior parte degli osservatori; infatti si pensava che sarebbe restato nella sua città natale e avrebbe frequentato la Indiana University Bloomington. La famiglia, infatti, aveva forti legami con la IU; suo padre Scott era un'ala della squadra imbattuta nel torneo NCAA del 1976 e aveva vinto il "Naismith Award", premio riservato ai giocatori del college, nello stesso anno. Anche suo fratello Scott Jr. ha giocato per la IU che fece due partite per il titolo NCAA nel 2002.
Nella North Carolina ha lasciato il marchio come centro titolare per i Tar Heels dal 2003 al 2005. Da junior, è stato nominato MOP (Most Outstanding Player) del campionato NCAA del 2005 dopo aver condotto la North Carolina al suo quarto titolo nazionale. I Tar Heels sconfissero la University of Illinois con il risultato di 75-70.

### NBA
Nell'aprile 2005 dichiarò che avrebbe rinunciato al suo anno da senior year nella UNC per entrare nel draft NBA. È stato la 13ªscelta assoluta per i Charlotte Bobcats, diventando uno dei quattro giocatori della North Carolina a essere chiamato nel Draft NBA 2005. Ha cominciato la sua carriera da professionista con la nomina a MVP della "summer league" a Rocky Mountain Revue. Un infortunio a dicembre, tuttavia, ha reso breve il suo primo anno nella NBA.
Anche nella stagione NBA 2006-07 è stato tormentato dagli infortuni che lo hanno fatto saltare molte partite. Tuttavia nelle partite che ha giocato ha mostrato una grande capacità realizzativa e ottimo impatto a rimbalzo, mettendo a referto anche un career-high di 32 punti nella vittoria contro gli Orlando Magic il 14 dicembre. Ha completato la stagione con la media di 11,9 punti e 6,7 rimbalzi a partita, giocando in media solo 23,9 minuti.
Il 21 luglio 2009 viene ingaggiato dai Sacramento Kings.
Il 9 agosto 2010 firma per i New Jersey Nets, ma viene tagliato dopo un mese a causa di un infortunio al piede.

### Italia
Il 14 febbraio 2012 firma un contratto con la Sutor Montegranaro. Il 1º aprile gioca il derby delle Marche contro la Scavolini Pesaro risultando decisivo con 17 punti e 12 rimbalzi nella vittoria della Sutor Montegranaro.
Il 15 aprile 2012 durante la partita contro la Dinamo Sassari si procura una frattura al piede che lo terrà fuori fino a fine stagione.
Chiude la stagione 2011-2012 realizzando 15,5 punti e 6 rimbalzi di media ad incontro contribuendo alla salvezza della Sutor Montegranaro.

### Francia
Nell'estate del 2012 firma con i francesi del Paris Levallois.
Dopo aver giocato, sempre in Francia, con il Rouen e con l'Orléans, nell'ottobre 2015 decide di ritirarsi dal basket giocato e diventa il nuovo director of player development dei North Carolina Tar Heels.

## Palmarès

### Squadra
- Campione NCAA (2005)
- Campionato turco: 1

Fenerbahçe Ülker: 2010-11
- Coppa di Turchia: 1

Fenerbahçe Ülker: 2010-11
- Coppa di Francia: 1

Paris-Levallois: 2012-13
- Match des Champions: 1

Paris-Levallois: 2013

### Individuale
- McDonald's All-American Game (2002)
- NCAA Final Four Most Outstanding Player (2005)
- NCAA AP All-America Second Team (2005)
- Ha fatto parte della prima squadra All-ACC (Atlantic Coast Conference) nel 2004-05.[9]
- Ha fatto parte della seconda squadra All-ACC nel 2003-04.[10]
- Atleta uomo dell'anno nella ACC.
- MVP Coppa di Francia: 1

Paris-Levallois: 2012-13